# Li Yanfeng
Li Yanfeng (chinesisch 李 豔鳳 / 李 艳凤, Pinyin Lǐ Yànfèng; * 15. Mai 1979 in Qinggang) ist eine ehemalige chinesische Leichtathletin, die sich auf den Diskuswurf spezialisiert hat. Ihren größten Erfolg feierte sie mit dem Gewinn der Goldmedaille bei den Weltmeisterschaften 2011 in Daegu. Zudem siegte sie bei den Asienspielen und den Asienmeisterschaften und sicherte sich bei den Olympischen Sommerspielen 2012 in London die Silbermedaille.

## Sportliche Laufbahn
Erste Erfahrungen bei internationalen Meisterschaften sammelte Li Yanfeng im Jahr 1999, als sie ben Weltmeisterschaften in Sevilla mit einer Weite von 59,47 m in der Qualifikationsrunde ausschied. Im Jahr darauf gewann sie bei den Asienmeisterschaften in Jakarta mit 57,52 m die Bronzemedaille hinter der Inderin Neelam Jaswant Singh und ihrer Landsfrau Cao Qi.  schied sie in der Qualifikation aus. 2001 sicherte sie sich bei der Sommer-Universiade in Peking mit 60,50 m die Silbermedaille hinter ihrer Landsfrau Li Qiumei und 2002 siegte sie mit 60,06 m bei den Asienmeisterschaften in Colombo, ehe sie beim IAAF World Cup in Madrid mit 59,89 m Vierte wurde. 2003 gewann sie bei den Studentenweltspielen in Daegu mit 61,12 m erneut die Silbermedaille, diesmal hinter der Ukrainerin Natalija Semenowa und anschließend verteidigte sie bei den Asienmeisterschaften in Manila mit 61,87 m ihren Titel. Daraufhin gewann sie bei den Afro-Asiatischen Spielen in Hyderabad mit einem Wurf auf 60,42 m die Silbermedaille hinter der Inderin Jaswant Singh. Im Jahr darauf nahm sie erstmals an den Olympischen Spielen in Athen und klassierte sich dort mit 61,05 m im Finale auf dem achten Platz.
Nach einer längeren Verletzungspause gewann sie 2007 mit 61,13 m die Silbermedaille bei den Asienmeisterschaften in Amman hinter ihrer Landsfrau Xu Shaoyang. Im Jahr darauf startete sie erneut bei den Olympischen Spielen in Peking und wurde dort mit 60,68 m im Finale Sechste. 2009 siegte sie mit 64,66 m bei den Ostasienspielen in Hongkong und im Jahr darauf siegte sie mit 63,79 m beim Continental Cuo in Split sowie mit 66,18 m bei den Asienspielen in Guangzhou und stellte damit einen neuen Spielerekord auf. 2011 stellte sie am 5. Juni in Schönebeck mit 67,98 m ihre persönliche Bestleistung auf. Zudem siegte sie beim Diamond League Meetin in Shanghai mit 62,73 m und wurde bei der Golden Gala in Rom mit 62,55 m Dritte. Als Führende der Weltjahresbestenliste reiste sie zu den Weltmeisterschaften in Daegu und wurde mit 66,52 m die erste chinesische Weltmeisterin im Diskuswurf. Zum Saisonabschluss siegte sie dann mit 66,27 m beim Memorial Van Damme in Brüssel. Bei den Olympischen Spielen 2012 in London erhielt sie nachträglich die Silbermedaille, da ihre russische Konkurrentin Darja Pischtschalnikowa wegen Dopings disqualifiziert wurde. Sie beförderte den Diskus auf 67,22 m und musste sich damit schlussendlich nur der Kroatin Sandra Perković geschlagen geben. Im März 2014 bestritt sie in Chengdu ihren letzten offiziellen Wettkampf und beendete daraufhin ihre aktive sportliche Karriere im Alter von 34 Jahren.
2010 wurde Li chinesische Meisterin im Diskuswurf.